# Fisnik Asllani
Fisnik Asllani (Berlin, 8 augustus 2002) is een Kosovaars-Duits voetballer die doorgaans als centrumspits speelt. In 2021 debuteerde hij in de Bundesliga voor TSG 1899 Hoffenheim, de club waar hij nog altijd onder contract staat. In september 2024 volgde zijn eerste interland voor het nationale elftal van Kosovo.

## Clubloopbaan

### Jeugd
Asllani begon zijn voetbalcarrière bij BFC Dynamo Berlin en maakte in 2016 de overstap naar de jeugdopleiding van stadsgenoot 1. FC Union Berlin. Op 11 augustus 2018 debuteerde hij in de onder-17 tijdens een competitiewedstrijd tegen de leeftijdsgenoten van Hannover 96. In het met 1–3 verloren duel stond hij in de basis en maakte hij in de 77e minuut zijn eerste doelpunt in deze leeftijdscategorie. Gedurende het seizoen 2018/19 bleef hij productief; hij kwam in 23 wedstrijden tot evenveel doelpunten. Zijn prestaties leverden hem in januari 2019 een uitnodiging op voor het trainingskamp van het eerste elftal van Union Berlin.
In het seizoen 2019/20 maakte Asllani de overstap naar de onder-19. Wederom was Hannover 96 de tegenstander bij zijn debuut, ditmaal in een thuiswedstrijd die met 4–3 werd gewonnen. Asllani was twee keer trefzeker. Door de coronapandemie werd het seizoen in maart 2020 voortijdig beëindigd; op dat moment had hij 15 doelpunten gemaakt in 16 wedstrijden. Opvallend was zijn optreden op 25 augustus, waarin hij vijf keer scoorde in de met 13–0 gewonnen thuiswedstrijd tegen Holstein Kiel. Na afloop van dat seizoen vertrok Asllani naar TSG 1899 Hoffenheim, waar hij de overstap maakte naar het seniorenvoetbal.

### TSG 1899 Hoffenheim
In de zomer van 2020 werd bekend dat Asllani een contract voor vier jaar had getekend bij TSG 1899 Hoffenheim. Door een blessure moest hij zowel de voorbereiding als het begin van het seizoen 2020/21 aan zich voorbij laten gaan. Hij sloot daardoor aan bij het tweede elftal van de club, waar hij op 15 december 2020 zijn debuut maakte in de Regionalliga Südwest tegen Eintracht Stadtallendorf. Trainer Kai Herdling bracht hem in de 59e minuut als invaller voor Maximilian Beier. Een week later volgde zijn eerste doelpunt in het seniorenvoetbal. In de thuiswedstrijd tegen Astoria Walldor (3–0 winst) zette hij de ploeg in de 60e minuut op een 2–0 voorsprong na een assist van Alfons Amade.
Zijn tweede seizoen (2021/22) werd overschaduwd door een zware knieblessure, waardoor hij opnieuw de voorbereiding moest missen. Hij speelde wederom voor Hoffenheim II, maar maakte op 20 november 2021 zijn debuut in de Bundesliga. In de thuiswedstrijd tegen RB Leipzig werd hij in de 89e minuut door trainer Sebastian Hoeneß ingebracht als vervanger van Ihlas Bebou. Tijdens de winterstop werd hij op 19-jarige leeftijd definitief overgeheveld naar de eerste selectie. Kort daarna liep hij opnieuw een knieblessure op, waardoor zijn seizoen voortijdig ten einde kwam.
In het seizoen 2022/23 werd André Breitenreiter aangesteld als nieuwe hoofdtrainer van TSG 1899 Hoffenheim. De concurrentie in de aanval, met onder anderen  Andrej Kramarić, Georginio Rutter en Moanes Dabour, was groot, waardoor Asllani voornamelijk voor het tweede elftal werd ingezet. Ondanks de beperkte speeltijd bij het eerste elftal gaf de club vertrouwen in zijn potentieel, wat in september leidde tot een contractverlenging tot medio 2026. In het tweede elftal wist hij in 22 wedstrijden 14 keer te scoren, maar zijn optredens in het eerste bleven beperkt tot enkele invalbeurten. Ook na het ontslag van Breitenreiter en de aantreden van Pellegrino Matarazzo veranderde hier weinig aan.
Na de voorbereiding op het seizoen 2023/24 bleek Asllani weinig uitzicht te hebben op speeltijd bij Hoffenheim, waarna hij vlak voor het sluiten van de transferwindow werd verhuurd aan Austria Wien uit Oostenrijk. Na zijn terugkeer veranderde hier weinig aan, waardoor hij zich opnieuw liet verhuren voor het seizoen 2024/25, ditmaal aan SV Elversberg, dat uitkomt in de 2. Bundesliga. Na een succesvol seizoen bij Elversberg verlengde hij zijn contract bij Hoffenheim, waarbij de duur van het nieuwe contract niet bekend is.

#### Verhuur aan Austria Wien
In de zomer van 2023 werd bekend dat Asllani op huurbasis de overstap maakte naar Austria Wien, als vervanger van de naar Hertha BSC vertrokken Haris Tabaković. Hij debuteerde op 3 september in de Oostenrijkse Bundesliga, tijdens de thuiswedstrijd tegen Austria Klagenfurt. Trainer Michael Wimmer gaf hem in de Generali Arena direct een basisplaats. Een maand later, op 7 oktober, scoorde hij zijn eerste doelpunt voor de club. In het met 4–0 gewonnen duel tegen FC Blau-Weiß Linz maakte hij in de 55e minuut het derde doelpunt; de overige drie treffers kwamen op naam van Andreas Gruber. Tijdens de winterstop viel Asllani opnieuw langdurig uit met een blessure. Zijn rentree volgde op 23 april in de wedstrijd tegen WSG Tirol. Met Austria Wien sloot hij het seizoen af op de tweede plaats, waarna hij terugkeerde naar Hoffenheim.

#### Verhuur aan SV Elversberg
Vlak voor de oefenwedstrijd tussen Elversberg en TSG 1899 Hoffenheim werd bekend dat Asllani voor het seizoen 2024/25 op huurbasis zou uitkomen voor de club uit de 2. Bundesliga. Op 3 augustus 2024 maakte hij zijn officiële debuut in de uitwedstrijd tegen 1. FC Magdeburg. In de MDCC-Arena bracht trainer Horst Steffen hem in de 62e minuut als invaller binnen de lijnen voor Manuel Feil. Een week later, op 10 augustus, volgde zijn eerste doelpunt voor Elversberg. In het met 2–2 gelijkgespeelde thuisduel tegen 1. FC Köln bracht hij zijn ploeg kort na rust, in de 46e minuut, op gelijke hoogte na een assist van Robin Fellhauer. In de 62e minuut leverde hij zelf de assist voor de 2–1 van Frederik Schmahl. Zijn optreden leverde hem een basisplaats op in de daaropvolgende competitiewedstrijd tegen Karlsruher SC. In het met 3–2 verloren duel was hij opnieuw trefzeker. Een week later scoorde hij tweemaal in de met 4–0 gewonnen thuiswedstrijd tegen SV Darmstadt 98. Mede dankzij tien doelpunten van Asllani ging Elversberg als nummer vier van de 2. Bundesliga de winterstop in.
Door zijn sterke spel in de eerste seizoenshelft trok Asllani begin 2025 de belangstelling van meerdere clubs.[1] Hij koos er echter voor het seizoen af te maken bij Elversberg. In de tweede seizoenshelft zette hij zijn goede vorm voort en voegde nog acht doelpunten toe aan zijn totaal. Op 12 april maakte hij zijn eerste hattrick in het betaalde voetbal: in de met 1–3 gewonnen uitwedstrijd tegen Hannover 96 scoorde hij alle drie de doelpunten. Elversberg eindigde het seizoen uiteindelijk op de derde plaats, achter kampioen 1. FC Köln en Hamburger SV, waardoor het zich plaatste voor de promotie/degradatie-play-offs tegen 1. FC Heidenheim 1846, dat zestiende werd in de Bundesliga. In de heenwedstrijd, gespeeld in de Voith-Arena, speelde Asllani opnieuw een belangrijke rol. In de 18e minuut gaf hij de assist op Lukas Petkov voor de 0–1 en in de 42e minuut maakte hij zelf de 0–2. De thuisploeg wist in de tweede helft echter nog langszij te komen: 2–2.In de return verloor Elversberg met 1–2, waarbij het winnende doelpunt van Heidenheim in de 95e minuut viel. Asllani sloot het seizoen af met 19 doelpunten, goed voor de derde plaats op de topscorerslijst van de 2. Bundesliga. Na afloop van het seizoen keerde hij terug naar Hoffenheim.

## Clubstatistieken
| Seizoen                        | Club                   | Competitie           | Competitie | Competitie | Beker | Beker | Internationaal | Internationaal | Overig | Overig | Totaal | Totaal |
| Seizoen                        | Club                   | Competitie           | Wed.       | Dlp.       | Wed.  | Dlp.  | Wed.           | Dlp.           | Wed.   | Dlp.   | Wed.   | Dlp.   |
| ------------------------------ | ---------------------- | -------------------- | ---------- | ---------- | ----- | ----- | -------------- | -------------- | ------ | ------ | ------ | ------ |
| 2020/21                        | TSG 1899 Hoffenheim II | Regionalliga Südwest | 24         | 2          | –     | –     | –              | –              | –      | –      | 24     | 2      |
| 2021/22                        | TSG 1899 Hoffenheim II | Regionalliga Südwest | 6          | 1          | –     | –     | –              | –              | –      | –      | 6      | 1      |
| 2021/22                        | TSG 1899 Hoffenheim    | Bundesliga           | 2          | 0          | –     | –     | –              | –              | –      | –      | 2      | 0      |
| 2022/23                        | TSG 1899 Hoffenheim    | Bundesliga           | 8          | 0          | –     | –     | –              | –              | –      | –      | 8      | 0      |
| 2022/23                        | TSG 1899 Hoffenheim II | Regionalliga Südwest | 22         | 14         | –     | –     | –              | –              | –      | –      | 22     | 14     |
| 2023/24                        | TSG 1899 Hoffenheim II | Regionalliga Südwest | 1          | 0          | –     | –     | –              | –              | –      | –      | 1      | 0      |
| 2023/24                        | → FK Austria Wien      | Bundesliga           | 16         | 4          | 2     | 1     | 3              | 0              | –      | –      | 21     | 5      |
| 2024/25                        | → SV Elversberg        | 2. Bundesliga        | 33         | 18         | 2     | 0     | –              | –              | 2*     | 1      | 37     | 19     |
| 2025/26                        | TSG 1899 Hoffenheim    | Bundesliga           | 2          | 0          | 0     | 0     | –              | –              | 0      | 0      | 2      | 0      |
| Carrière totaal                | Carrière totaal        | Carrière totaal      | 112        | 39         | 4     | 1     | 3              | 0              | 2      | 1      | 121    | 41     |
| Bijgewerkt tot 4 augustus 2025 |                        |                      |            |            |       |       |                |                |        |        |        |        |

* In het seizoen 2024/25 speelde hij twee wedstrijden met SV Elversberg voor promotie naar de Bundesliga.

## Interlandloopbaan
Asllani speelde jeugdinterlands voor zowel Kosovo als Duitsland, maar kwam met geen van beide landen uit op een eindtoernooi. Hij begon zijn interlandloopbaan bij Kosovo –17, maar maakte later de overstap naar de Duitse jeugdselecties, waarvoor hij uitkwam in Duitsland –18 en Duitsland –20. In totaal speelde hij vijf jeugdinterlands voor Kosovo en negen, uitsluitend vriendschappelijke, wedstrijden voor Duitsland. Bij de Duitse jeugd speelde hij onder meer samen met  Tim Lemperle, Jonas Sterner, Emilio Kehrer en Armindo Sieb. In december 2023 maakte Asllani bekend dat hij definitief voor het nationale elftal van Kosovo had gekozen. Zijn officiële debuut volgde in september 2024, in een interland tegen Roemenië.

### Kosovaarse jeugdelftallen
Op 9 september 2018 maakte Asllani zijn debuut voor Kosovo –17 in een oefenwedstrijd tegen de leeftijdsgenoten van Albanië. Daarnaast speelde hij in deze leeftijdscategorie drie EK-kwalificatiewedstrijden voor het Europees kampioenschap van 2019 in Ierland. Kosovo verloor alle drie de duels tegen Oekraïne, Spanje en Griekenland, waardoor het zich niet wist te kwalificeren voor het eindtoernooi.
| Jeugdinterlands van Fisnik Asllani voor Kosovo () | Jeugdinterlands van Fisnik Asllani voor Kosovo () | Jeugdinterlands van Fisnik Asllani voor Kosovo () | Jeugdinterlands van Fisnik Asllani voor Kosovo () | Jeugdinterlands van Fisnik Asllani voor Kosovo () | Jeugdinterlands van Fisnik Asllani voor Kosovo () |
| №                                                 | Datum                                             | Wedstrijd                                         | Uitslag                                           | Soort Wedstrijd                                   | Doelpunten                                        |
| Als speler bij Kosovo –17                         | Als speler bij Kosovo –17                         | Als speler bij Kosovo –17                         | Als speler bij Kosovo –17                         | Als speler bij Kosovo –17                         | Als speler bij Kosovo –17                         |
| ------------------------------------------------- | ------------------------------------------------- | ------------------------------------------------- | ------------------------------------------------- | ------------------------------------------------- | ------------------------------------------------- |
| 1.                                                | 9 september 2018                                  | Albanië – Kosovo                                  | 0 – 1                                             | Vriendschappelijk                                 |                                                   |
| 2.                                                | 25 maart 2019                                     | Kosovo – Oekraïne                                 | 1 – 3                                             | EK-kwalificatie 2019                              |                                                   |
| 3.                                                | 28 maart 2019                                     | Spanje – Kosovo                                   | 1 – 0                                             | EK-kwalificatie 2019                              |                                                   |
| 4.                                                | 31 maart 2019                                     | Griekenland – Kosovo                              | 2 – 0                                             | EK-kwalificatie 2019                              |                                                   |
| Bijgewerkt tot 4 januari 2024                     |                                                   |                                                   |                                                   |                                                   |                                                   |

### Duits jeugdelftallen
Op 10 december 2019 maakte Asllani onder leiding van bondscoach Christian Wörns zijn debuut voor Duitsland –18 tijdens een toernooi in Israël. In een met 2–1 verloren oefeninterland tegen de leeftijdsgenoten uit Servië scoorde hij in de 31e minuut zijn eerste doelpunt voor een Duits jeugdelftal. In 2022 en 2023 kwam hij zeven keer uit voor Duitsland –20, waarbij hij drie doelpunten maakte. Twee daarvan vielen op 19 november 2022 in de met 2–1 gewonnen wedstrijd tegen Noorwegen.
| Jeugdinterlands van Fisnik Asllani voor Duitsland () | Jeugdinterlands van Fisnik Asllani voor Duitsland () | Jeugdinterlands van Fisnik Asllani voor Duitsland () | Jeugdinterlands van Fisnik Asllani voor Duitsland () | Jeugdinterlands van Fisnik Asllani voor Duitsland () | Jeugdinterlands van Fisnik Asllani voor Duitsland () |
| №                                                    | Datum                                                | Wedstrijd                                            | Uitslag                                              | Soort Wedstrijd                                      | Doelpunten                                           |
| Als speler bij Duitsland –18                         | Als speler bij Duitsland –18                         | Als speler bij Duitsland –18                         | Als speler bij Duitsland –18                         | Als speler bij Duitsland –18                         | Als speler bij Duitsland –18                         |
| ---------------------------------------------------- | ---------------------------------------------------- | ---------------------------------------------------- | ---------------------------------------------------- | ---------------------------------------------------- | ---------------------------------------------------- |
| 1.                                                   | 10 december 2019                                     | Servië – Duitsland                                   | 2 – 1                                                | Vriendschappelijk                                    | Goal                                                 |
| 2.                                                   | 12 december 2019                                     | Duitsland – Israël                                   | 3 – 2                                                | Vriendschappelijk                                    |                                                      |
| Als speler bij Duitsland –20                         |                                                      |                                                      |                                                      |                                                      |                                                      |
| 1.                                                   | 23 september 2022                                    | Duitsland – Polen                                    | 2 – 1                                                | Vriendschappelijk                                    | Goal                                                 |
| 2.                                                   | 26 september 2022                                    | Roemenië – Duitsland                                 | 0 – 1                                                | Vriendschappelijk                                    |                                                      |
| 3.                                                   | 16 november 2022                                     | Tsjechië – Duitsland                                 | 2 – 2                                                | Vriendschappelijk                                    |                                                      |
| 4.                                                   | 19 november 2022                                     | Duitsland – Noorwegen                                | 2 – 1                                                | Vriendschappelijk                                    | Goal · Goal                                          |
| 5.                                                   | 22 november 2022                                     | Duitsland – Portugal                                 | 0 – 1                                                | Vriendschappelijk                                    |                                                      |
| 6.                                                   | 22 maart 2023                                        | Engeland – Duitsland                                 | 2 – 0                                                | Vriendschappelijk                                    |                                                      |
| 7.                                                   | 27 maart 2023                                        | Italië – Duitsland                                   | 2 – 0                                                | Vriendschappelijk                                    |                                                      |
| Bijgewerkt tot 4 januari 2024                        |                                                      |                                                      |                                                      |                                                      |                                                      |

### Kosovo
Op 6 september maakte Asllani onder bondscoach Franco Foda zijn debuut voor het Kosovo‑elftal tijdens de thuiswedstrijd in de Nations League tegen Roemenië. Hij startte in de basis en vormde samen met Vedat Muriq de voorhoede, maar kon een 0–3 nederlaag niet voorkomen. In de overige wedstrijden van de reeks kwam hij uitsluitend als wisselspeler in actie. Tijdens de laatste poulewedstrijd, op 15 november 2024, werd het duel in de uitwedstrijd tegen Roemenië vlak voor tijd bij een 0–0 tussenstand onderbroken. Kort nadat Asllani als invaller het veld was betreden, stopte de wedstrijd nadat Roemeense supporters vanaf de tribune diverse pro-Servische en anti-Kosovaarse liederen hadden gezongen. Het Kosovaarse team verliet daarop het veld, waarna de wedstrijd werd afgebroken. UEFA kende Roemenië later een reglementaire 3–0 overwinning toe.
| Interlands van Fisnik Asllani voor Kosovo | Interlands van Fisnik Asllani voor Kosovo | Interlands van Fisnik Asllani voor Kosovo | Interlands van Fisnik Asllani voor Kosovo | Interlands van Fisnik Asllani voor Kosovo | Interlands van Fisnik Asllani voor Kosovo |
| №                                         | Datum                                     | Wedstrijd                                 | Uitslag                                   | Soort Wedstrijd                           | Doelpunten                                |
| ----------------------------------------- | ----------------------------------------- | ----------------------------------------- | ----------------------------------------- | ----------------------------------------- | ----------------------------------------- |
| 1.                                        | 6 september 2024                          | Kosovo – Roemenië                         | 0 – 3                                     | Nations League 2024/25 (Divisie C)        |                                           |
| 2.                                        | 12 oktober 2024                           | Litouwen – Kosovo                         | 1 – 2                                     | Nations League 2024/25 (Divisie C)        |                                           |
| 3.                                        | 15 oktober 2024                           | Kosovo – Cyprus                           | 3 – 0                                     | Nations League 2024/25 (Divisie C)        |                                           |
| 4.                                        | 15 november 2024                          | Roemenië – Kosovo                         | 3 – 0                                     | Nations League 2024/25 (Divisie C)        |                                           |
| 5.                                        | 18 november 2024                          | Kosovo – Litouwen                         | 1 – 0                                     | Nations League 2024/25 (Divisie C)        |                                           |
| Bijgewerkt tot 4 januari 2024             |                                           |                                           |                                           |                                           |                                           |

## Persoonlijk
Fisnik Asllani werd geboren in Berlijn; zijn ouders stammen uit Kosovo.